# Bardá
Bardá (en azerí: Bərdə) es una localidad de Azerbaiyán, en el raión homónimo.
Se encuentra a una altitud de 76 m sobre el nivel del mar.

## Demografía
Según una estimación, en 2010 contaba con 41277 habitantes.